# Likino-Duljowo
Likino-Duljowo (russisch Ликино́-Дулёво) ist eine Stadt in Russland mit 31.321 Einwohnern (Stand 14. Oktober 2010). Sie liegt in der Oblast Moskau, knapp 100 km östlich von Moskau und 10 km südlich der Stadt Orechowo-Sujewo.

## Geschichte
Die heutige Stadt ging aus den beiden Dörfern Likino und Duljowo hervor. Letzteres war bereits seit den 1830er-Jahren durch eine hier ansässige Porzellanmanufaktur bekannt, und in Likino bestand seit 1870 eine Textilfabrik. 1930 wurden die beiden Dörfer zu einer Arbeitersiedlung namens Likino-Duljowo zusammengelegt, die 1937 Stadtrechte erhielt.

### Bevölkerungsentwicklung
| Jahr | Einwohner |
| ---- | --------- |
| 1939 | 18.490    |
| 1959 | 24.612    |
| 1970 | 27.521    |
| 1979 | 31.793    |
| 1989 | 34.203    |
| 2002 | 31.440    |
| 2010 | 31.321    |

Anmerkung: Volkszählungsdaten

## Wirtschaft und Verkehr
Heute befinden sich in Likino-Duljowo mehrere wichtige Industriebetriebe: Die 1832 gegründete Duljowoer Porzellanfabrik, heute eine der größten ihrer Art in Russland, die 1870 gegründete Textilfabrik, sowie seit 1959 das Autobuswerk LiAS, das bis heute zu Russlands bekanntesten Herstellern von Omnibussen für den öffentlichen Nahverkehr gehört. Bekannt ist auch die seit 1931 bestehende Duljowoer Farbenfabrik.
Verkehrstechnisch ist die Stadt über die Ringstraße A108 erschlossen, etwas weiter nördlich (nahe Orechowo-Sujewo) verläuft die Fernstraße M7. Die Stadt hat einen Regionalbahnhof an der Großen Moskauer Ringbahn.

## Sehenswürdigkeiten
Das bekannteste Bauwerk Likino-Duljowos ist das Kulturhaus der Porzellanfabrik, das 1927–1929 vom berühmten Architekten Konstantin Melnikow entworfen wurde.

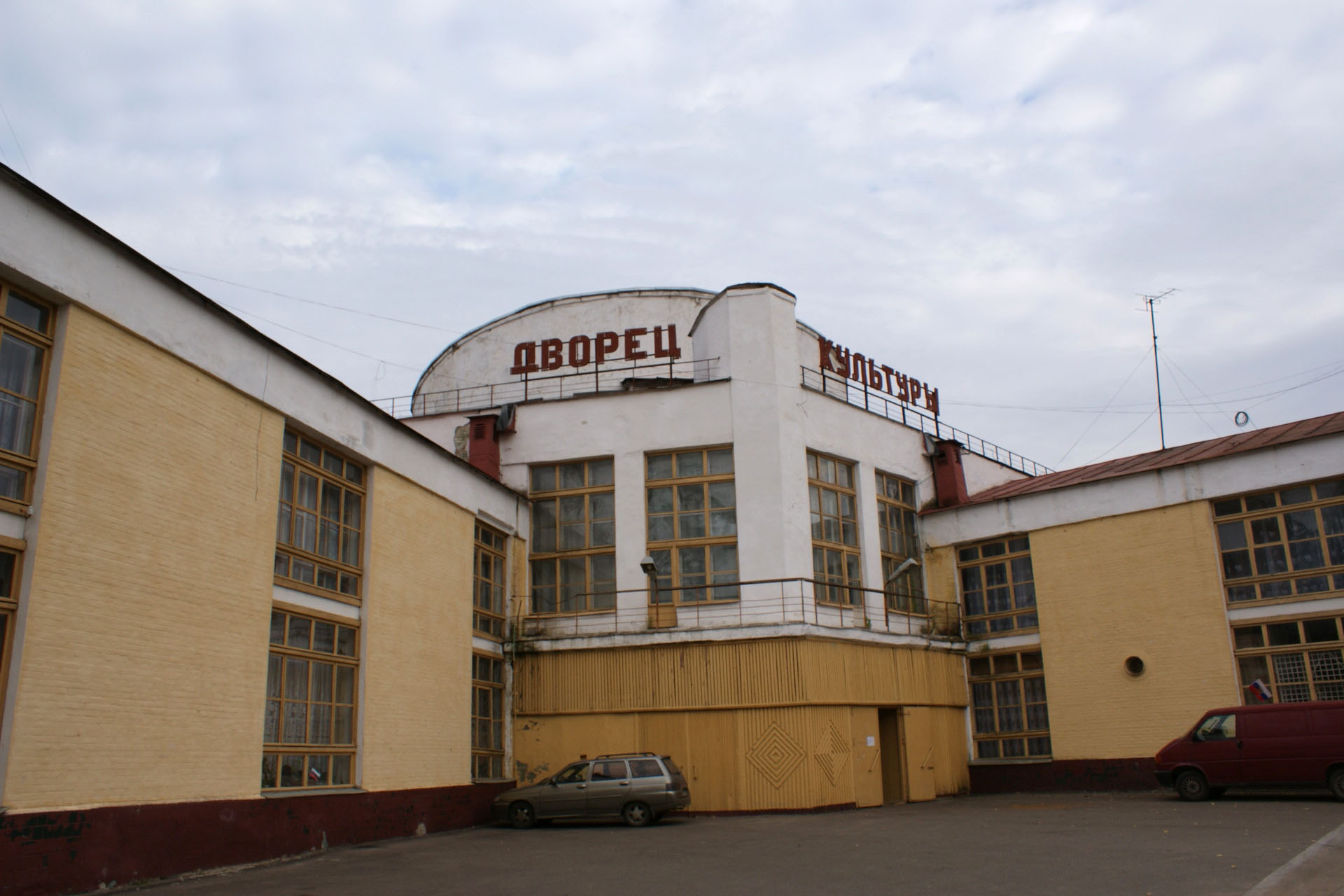
Kulturpalast, Außenansicht
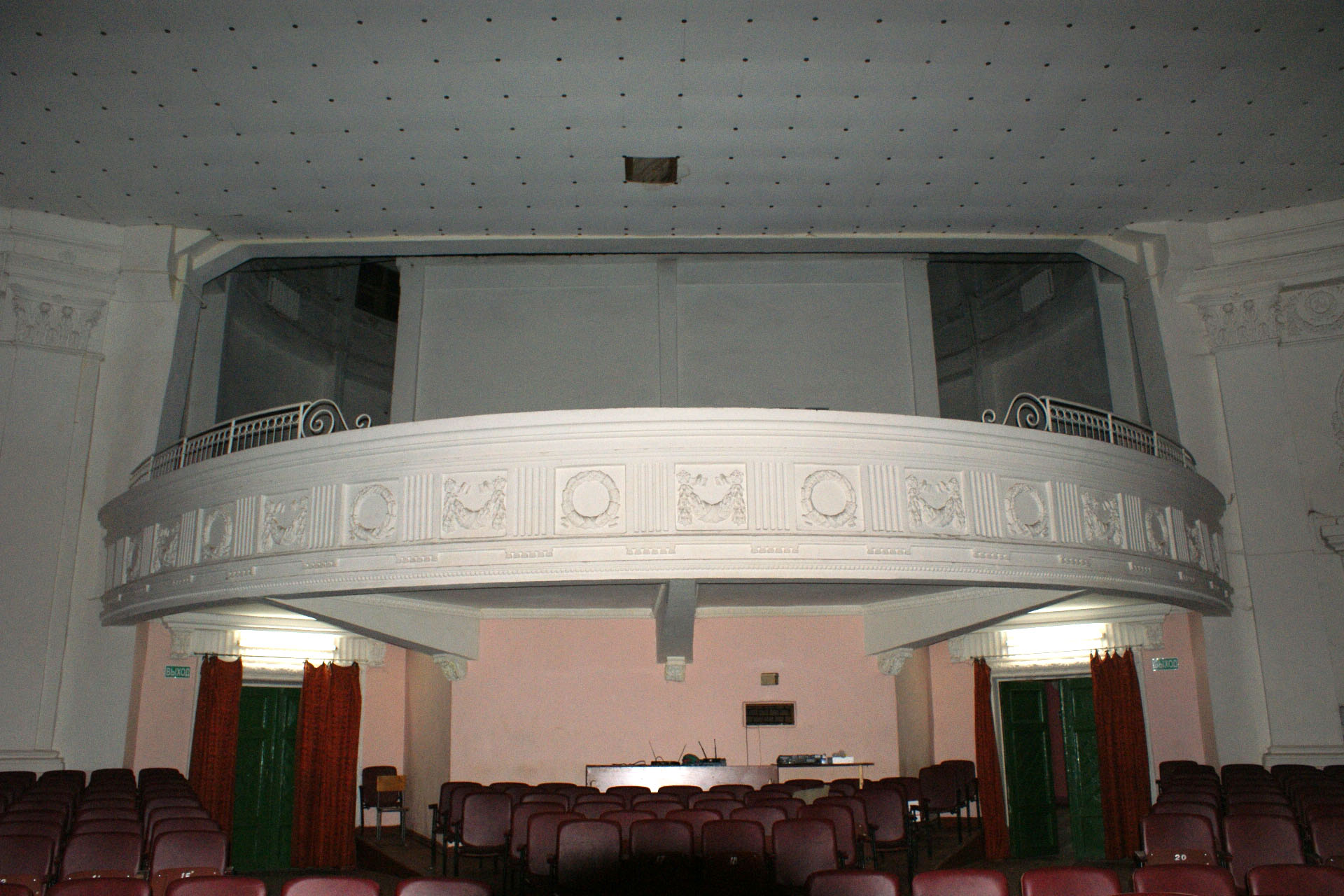
Kulturpalast, Innenansicht